# Eryk Żelazny
Eryk Żelazny (ur. 2 grudnia 1943 w Lubiewie) – polski lekkoatleta średniodystansowiec.

## Osiągnięcia
Na mistrzostwach Europy w 1966 w Budapeszcie odpadł w eliminacjach biegu na 800 m. W finale Pucharu Europy w 1967 w Kijowie zajął 5. miejsce na tym dystansie. Na mistrzostwach Europy w 1969 w Atenach odpadł w eliminacjach biegu na 1500 m. Na halowych mistrzostwach Europy w 1970 w Wiedniu zdobył srebrny medal w sztafecie 2+3+4+5 okrążeń (wraz z nim biegli Edmund Borowski, Stanisław Waśkiewicz i Kazimierz Wardak).
Był wicemistrzem Polski w biegu na 800 m w 1966, 1967 i 1968 oraz brązowym medalistą na 800 m w 1964 i na 1500 m w 1968. 
W latach 1964–1970 startował w dziesięciu meczach reprezentacji Polski w biegach na 800 m i na 1500 m, odnosząc 1 zwycięstwo indywidualne. Był zawodnikiem Zawiszy Bydgoszcz. 

## Rekordy życiowe
- bieg na 800 m – 1:48,4 s. (2 września 1967, Trzyniec)[3]
- bieg na 1000 m – 2:19,4 s. (18 lipca 1967, Wałcz) - 15. miejsce w historii polskiej lekkoatletyki[4]
- bieg na 1500 m – 3:41,8 s. (29 sierpnia 1969, Warszawa)[5]